# 環昌一
環 昌一（たまき しょういち、1912年4月12日 - 1993年3月8日）は、日本の裁判官、司法官僚、弁護士。最高裁判所判事。徳島県出身。

## 生涯
1936年に東京帝国大学法科卒業。司法官試補から1937年12月裁判官となり横浜地裁や甲府地裁、東京地裁などに勤務。1943年10月に司法省民事局へ、終戦の1945年8月に再び裁判官に返り咲き、高松控訴院判事、徳島地裁判事、最高裁調査官などを歴任した。
1948年1月に司法省調査課（のちに調査部、秘書課）に転じ、1949年1月に検事となり、法務庁調査意見第一局長補佐、行政訴訟局第一課長などを務めた。会社法の改正作業に携わったが、占領軍との折衝の仕事が多く「ばかばかしくなって」1950年7月に退職して弁護士に転身。
チャタレイ事件では弁護人をつとめる。また企業の顧問弁護士も務め、富山イタイイタイ病訴訟では企業側代理人をした。
1976年3月に最高裁判事に就任。就任の時、「裁判官と弁護士は、野球にたとえれば主審と投手。投手は作戦上必要があれば、カーブもシュートも投げなければならないが、主審はストライクゾーンにボールが入っているかを見極めるだけ」と語る。
全逓プラカード事件の最高裁判決では政治的行為をした郵便局員に対する懲戒処分について、合法とする多数意見に対して、違法とする反対意見を表明した。
1982年4月に定年退官。「裁判は古い洋服を仕立て直すようなもの。明治時代の洋服をディスコで踊れるようにするのはつらい」と話したこともある。最高裁時代には裁判長として、白川義員とマッド・アマノの間で争われたパロディ・モンタージュ写真事件などを担当。

## 著述
- 『裁判』（編）有斐閣, 1956-57
- スポモ『ジャワにおける司法』（訳）、1945年2月。原住民司法論集（第1）。[5]